# Демченко, Анастасия Александровна
Анастасия Александровна Демченко (Корчагина) (30 сентября 1999) — российская тяжелоатлетка. Серебряный призёр чемпионатов России 2019 и 2023 годов в категории до 45 кг.

## Биография
Родилась 30 сентября 1999 года. Проживает в городе Холмске Сахалинской области. 
В июле 2017 года присвоено звание звание «Мастер спорта России». 
На чемпионате России по тяжёлой атлетике 2019 года, который состоялся в Новосибирске, Анастасия в первый раз в карьере завоевала серебряную медаль чемпионата страны с общим весом на штанге по сумме двух упражнений 138 килограммов.
На первенстве Европы 2019 года среди юниоров и юниорок в городе Бухаресте, Румыния, заняла итоговое третье место в категории до 45 кг. 
На чемпионате России по тяжёлой атлетике 2023 года, который состоялся в Новом Уренгое, Анастасия во второй раз в карьере завоевала серебряную медаль чемпионата страны с общим весом на штанге по сумме двух упражнений 142 килограммов.
Обучалась на факультете физической культуры педагогического института Тихоокеанского государственного университета. 

## Основные результаты
| Год  | Соревнования     | Место проведения | Весовая категория | Рывок, кг | Толчок, кг | Сумма, кг | Место |
| ---- | ---------------- | ---------------- | ----------------- | --------- | ---------- | --------- | ----- |
| 2019 | Чемпионат России | Новосибирск      | до 45 кг          | 63        | 75         | 138       | 2     |
| 2023 | Чемпионат России | Новый Уренгой    | до 45 кг          | 65        | 77         | 142       | 2     |